# Rudolf Büchler
Rudolf Büchler (* 26. Mai 1890 in Glogon, Österreich-Ungarn; † 22. September 1966 in Bad Sauerbrunn, Österreich) war ein österreichischer Lehrer und Politiker (CS). Büchler war Abgeordneter zum Burgenländischen Landtag und Mitglied des Bundesrates. Er war verheiratet.
Büchler wurde als Sohn des Maurermeisters und Gastwirts Josef Büchler in Glogon im historischen Banat geboren. Er besuchte das Gymnasium Nagybecskerek und die Lehrerbildungsanstalt Temesvár. Nach der Matura 1911 war Büchler als Volksschullehrer tätig. Büchler arbeitete zunächst ab 1911 in Mogersdorf, ab 1919 schließlich in Jennersdorf.
Büchler war zwischen 1928 und 1932 Landesparteisekretär-Stellvertreter der Christlichsozialen Partei im Burgenland. Er rückte am 9. November 1925 für Franz Stesgal in den Burgenländischen Landtag nach, dem er zunächst bis zum 20. Mai 1927 angehörte. Büchler war danach vom 20. Mai 1927 bis zum 10. Dezember 1930 Mitglied des Bundesrates, bevor er zwischen dem 5. Dezember 1930 und dem 31. Oktober 1934 erneut dem Burgenländischen Landtag angehörte. Im Jahre 1938 wurde Rudolf Büchler kurz nach dem Anschluss Österreichs von der Gestapo verhaftet, in der Gestapo-Leitstelle Wien verhört und für mehrere Wochen in Schutzhaft genommen. 
1966 ist er dann in Bad Sauerbrunn, im österreichischen Burgenland, verstorben.